# هتر منزیس
هتر منزیس (انگلیسی: Heather Menzies؛ زادهٔ ۳ دسامبر ۱۹۴۹ - درگذشته ۲۴ دسامبر ۲۰۱۷) یک هنرپیشه اهل کانادا-ایالات متحده آمریکا بود.
از فیلم‌ها یا برنامه‌های تلویزیونی که وی در آن نقش داشته‌است می‌توان به پیرانا اشاره کرد.
منزیس ۲۱ روز پس از تولد ۶۸ سالگی اش بر اثر تومور مغزی درگذشت.